# Paleontología en 1834
La paleontología es el estudio de las formas de vida prehistóricas en el planeta Tierra mediante el análisis de fósiles de plantas y animales. Esto incluye el estudio de fósiles corporales, huellas (icnitas), madrigueras, restos de restos, heces fosilizadas (coprolitos), palinomorfos y residuos químicos. Dado que los seres humanos han encontrado fósiles durante milenios, la paleontología tiene una larga historia, tanto antes como después de su formalización como ciencia. Este artículo registra descubrimientos y eventos significativos relacionados con la paleontología ocurridos o que hayan sido publicados en el año 1834.

## Pterosaurios
- Johann Jacob Kaup fue el primero en referirse a los pterosaurios con el nombre de Pterosauri.[1]

## Lofotrocozoos

### Lofotrocozoos recién nombrados
| \| Nombre \| Estado \| Autores \| Autores \| Notas \| \| --------------- \| ------------- \| ---------- \| ------- \| ----- \| \| Macrodontophion \| Nombre dudoso \| Zborzewski \| \| \| |               |            |         |       |
| Nombre | Estado        | Autores    | Autores | Notas |
| Macrodontophion | Nombre dudoso | Zborzewski |         |       |

## Sauropterigios

### Notosaurios recién nombrados
| \| Nombre \| Novedad \| Estado \| Autores \| Edad \| Unidad \| Ubicación \| Notas \| Imágenes \| \| ---------------------- \| --------------- \| ------------------ \| --------------------------------- \| -------------------------------- \| --------------- \| --------- \| ------------------------------------------------------------------------------------------------------------ \| -------- \| \| Nothosaurus mirabilis \| Gen. y sp. nov. \| Taxón válido \| Georg zu Münster \| Triásico medio a temprano tardío \| Caliza muscular \| Alemania \| Un reptil marino parecido a una foca, de la familia Nothosauridae . La especie tipo del género Nothosaurus . \| \| \| Nothosaurus giganteus \| Esp. nov. \| Taxón válido \| Georg zu Münster \| Triásico medio a temprano tardío \| Osnabrück \| Alemania \| Una especie adicional de Nothosaurus . \| \| \| Conchiosaurus clavatus \| Gen. y sp. nov. \| sinónimo de Junior \| Christian Erich Hermann von Meyer \| Triásico Medio \| Caliza muscular \| Alemania \| Un sinónimo menor de Nothosaurus . \| \| |                 |                    |                                   |                                  |                 |           | |          |
| Nombre | Novedad         | Estado             | Autores                           | Edad                             | Unidad          | Ubicación | Notas | Imágenes |
| Nothosaurus mirabilis | Gen. y sp. nov. | Taxón válido       | Georg zu Münster                  | Triásico medio a temprano tardío | Caliza muscular | Alemania  | Un reptil marino parecido a una foca, de la familia Nothosauridae . La especie tipo del género Nothosaurus . |          |
| Nothosaurus giganteus | Esp. nov.       | Taxón válido       | Georg zu Münster                  | Triásico medio a temprano tardío | Osnabrück       | Alemania  | Una especie adicional de Nothosaurus .                                                                       |          |
| Conchiosaurus clavatus | Gen. y sp. nov. | sinónimo de Junior | Christian Erich Hermann von Meyer | Triásico Medio                   | Caliza muscular | Alemania  | Un sinónimo menor de Nothosaurus .                                                                           |          |